# Whaley Bridge
Whaley Bridge è un paese di 6 226 abitanti della contea del Derbyshire, in Inghilterra.